# 巴彦琥硕镇
巴彦琥硕镇是中华人民共和国内蒙古自治区赤峰市巴林右旗下辖的一个镇。
2012年1月20日，内蒙古自治区人民政府批复同意从查干沐沦镇划出部分区域，设置巴彦琥硕镇，辖上要日吐、巴彦琥硕、巴彦敖包、沙日嘎巴、中组、四家、下要日吐、查干巴、山头、胡勒斯台、合日吐11个嘎查村，驻巴彦琥硕。

## 行政区划
巴彦琥硕镇下辖以下村级行政区划单位：
白音和硕村、十二吐村、中组村、查干坝村、敖包村、牧业要尔吐嘎查、胡斯台村、要尔吐村、沙日嘎坝村、四家村和山头村。